# Tour Desnos
La tour Desnos est une tour médiévale située à Fougères et faisant partie de l'enceinte urbaine du bourg-neuf. Elle appartient aux remparts nord de la ville, partiellement conservés, que longe la ruelle des Vaux, la rivière Nançon coulant en contrebas. Cette courtine était autrefois en partie protégée par l'ancien étang de Rillé. La tour Desnos, située entre la tour Montfromery et l'emplacement de la tour Cardinale aujourd'hui disparue, participait avec la Porte de Rillé, détruite en 1775), à la défense du flanc nord du plateau où la ville de Fougères s'est développée. 

## Histoire
Un bourgeois de Fougères, Colin Desnos, dont la maison jouxtait la portion de muraille où devait être érigée la Tour Desnos ou Des Noës, a donné son nom à l'ouvrage défensif qui date du début du XVe siècle. Le rattachement de la Bretagne à la France rendant caduque cette fonction, le bâtiment est converti par la suite en prison. On y accède alors par la rue de la Prison, impasse donnant sur la rue du Bourg Vieil, actuelle rue de la Pinterie. Le rez-de-chaussée, entouré en 1787 de murs délimitant deux petites cours, comptait, en sus des cachots de punition, trois pièces dont le logement du geôlier. L'étage intermédiaire, sombre, constituait une vaste salle sans destination particulière. Le dernier étage était occupé par trois pièces ainsi qu'une chapelle. La configuration des lieux permettait d'isoler les prisonniers par sexe et par catégorie. Exigu, insalubre et inadapté, l'administration pénitentiaire lui substitue un bâtiment construit à partir de 1829 à l'intersection de la rue de Laval et de la rue Pierre Mendès-France. Vendue à des particuliers, la tour trouve alors une nouvelle affectation, intégrant l'usine de chaussures Eugène Pacory fondée en 1863. Des entrepôts et ateliers lui sont adjoints et l'ouvrage, défiguré et noyé au sein de constructions industrielles, sert de dépôt de peausserie et de bureaux. Le déclin de l'industrie de la chaussure à Fougères entraîne le dégagement de l'ouvrage militaire après destruction du site de production. Inscrite monument historique en 1926 et toujours propriété privée, la tour, restaurée, sert aujourd'hui de maison d'habitation.

## Architecture
La tour Desnos est une tour d'artillerie en forme de fer à cheval s'élevant sur trois étages. Construite en moellons de cornéenne et de granite, elle présente au rez-de-chaussée une porte moderne, à linteau droit. Des mâchicoulis, formés de blocs de granite portés par des consoles à deux ressauts, ornent le sommet du second étage. Le troisième, légèrement en surplomb, est coiffé d'une toiture conique moderne, la tour ayant été exhaussée à l'époque industrielle d'une quatrième étage aujourd'hui supprimé. La Tour Desnos a été greffée contre les murailles de la ville, des mâchicoulis subsistant à l'intérieur sur le mur d'adossement. Ouvrage défensif, la Tour Desnos a été adaptée au progrès de l'artillerie, certaines de ses archères ayant été retaillées et transformées en canonnières.